# 3361 Orpheus
3361 Orpheus è un asteroide near-Earth del diametro medio di circa 0,3 km. Scoperto nel 1982, presenta un'orbita caratterizzata da un semiasse maggiore pari a 1,2105960 au e da un'eccentricità di 0,3231488, inclinata di 2,66123° rispetto all'eclittica.
L'asteroide è dedicato a Orfeo, personaggio della mitologia greca.